# Coroană iugoslavă

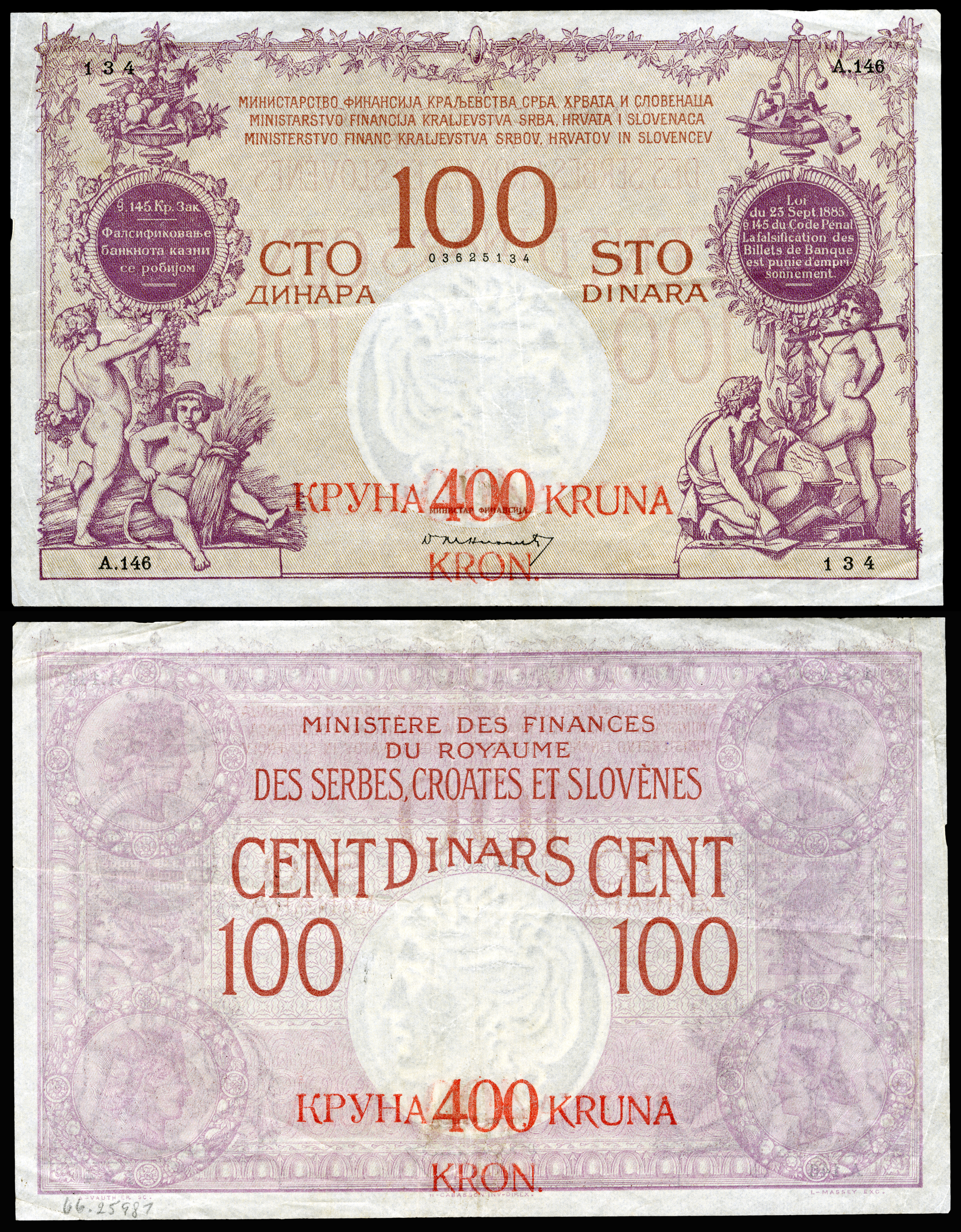
coroană iugoslavă

Coroana iugoslavă a fost o versiune temporară a Coroanei austro-ungare, cu supratipar, care a circulat provizoriu, de la 12 noiembrie 1918 până în 1920, în teritoriile care au aparținuseră Imperiului Austo-Ungar. În 1920, coroana iugoslavă a fost înlocuită de Dinarul iugoslav, la o paritate de 4 coroane iugoslave = 1 dinar iugoslav.

## Istorie
La sfârșitul Primului Război Mondial, Imperiul Austro-Ungar s-a prăbușit, iar în locul său au apărut mai multe entități statale noi, iar alte teritorii au fuzionat cu state existente până atunci. 
Partea de sud-est a fostului Imperiu Austro-Ungar (aproximativ teritoriile actualelor state Slovenia, Croația și Bosnia-Herțegovina) s-au unit cu Regatul Serbiei și Muntenegru, pentru a forma ceea ce s-a numit Regatul Sârbilor, Croaților și Slovenilor, și care mai târziu a primit numele de Regatul Iugoslaviei.
Coroana iugoslavă a înlocuit, la paritate de 1:1, la 12 noiembrie 1918, coroana austro-ungară. Bancnotele de 10, 20 și 50 de coroane austro-ungare au primit supratipar în limbile sârbă, croată și slovenă, iar bancnotele de 100 coroane austro-ungare au primit supratipar într-una din cele trei limbi.
Este neclar când această monedă efemeră iugoslavă a încetat să mai circule; o singură sursă indică faptul că a fost în circulație, alături de dinarul iugoslav, până la sfârșitul anului 1922.